# Santana & Ortiz
Santana & Ortiz, noti anche come Proud and Powerful, sono stati un tag team di wrestling attivo nella All Elite Wrestling. I due hanno fatto parte dell'Inner Circle, stable capitanata da Chris Jericho.

## Titoli e riconoscimenti
- AAW: Professional Wrestling Redefined
  - AAW Tag Team Championship (1)[1]
- Combat Zone Wrestling
  - CZW World Tag Team Championship (1)[2]
- House of Glory
  - HOG Tag Team Championship (3)[3]
- Impact Wrestling
  - GFW Tag Team Championship (1)[4]
  - Impact World Tag Team Championship (4)[5]
  - Tag Team of the Year (2018)[6]
- Jersey Championship Wrestling 
  - JCW Tag Team Championship (1)[7]
- Pro Wrestling Revolver 
  - PWR Tag Team Championship (1)[8]
- WrestlePro
  - WrestlePro Tag Team Championship (1)[9]
- Warriors Of Wrestling
  - WOW Tag Team Championship (1)[10]
- World Wrestling League
  - WWL World Tag Team Championship (1)[11]